# Cirta
Cirta è un'antica città dell'attuale Algeria che fu capitale del Regno di Numidia e poi romana e bizantina. Corrisponde all'odierna città di Costantina.

## Storia
Città dell'antico regno dei Massili, nella parte orientale della Numidia, era protetta su tre lati dalle profonde gole formate dallo uadi Ampsaga (oggi Rhummel).
Fu capitale del regno di Siface e quindi di Massinissa. Dopo la morte del re Micipsa, nel 118 a.C., con l'arbitrato di Lucio Opimio dell'anno successivo, il regno venne suddiviso tra Giugurta e Aderbale, al quale venne assegnata la parte orientale, con capitale Cirta.
Nel 112 a.C. Giugurta attaccò Aderbale e assediò Cirta, conquistandola e mettendo a morte il rivale e diversi commercianti di origine italica. L'episodio diede inizio alla guerra giugurtina, terminata con la cattura e la messa a morte del re numida nel 105 a.C. Il regno fu ridotto alla sola parte orientale e mantenne Cirta come capitale. La città venne abbellita dai sovrani che si succedettero sul trono numida.
Dopo il 46 a.C., con la sconfitta dei pompeiani e del re Giuba I ad opera di Cesare nella battaglia di Tapso, il Regno numida venne incorporato nella nuova provincia dell'Africa Nova, mentre venne concesso all'avventuriero di Nuceria Publio Sittio e alle sue truppe, il territorio della città di Cirta, che egli stesso aveva conquistato nella guerra, e di altre tre (tra cui Rusicada, oggi Skikda), raggruppate nella Respublica IIII coloniarum Cirtensium. Dopo il 44 a.C. Sittio morì, probabilmente nelle vicende relative al tentativo di riconquista del regno da parte di Arabione, principe numida figlio di Massinissa, e le colonie furono annesse alla provincia romana, pur mantenendo alcuni privilegi ed uno statuto particolare anche in seguito. Molti dei suoi discendenti si erano stabilmente stanziati in quella città. Non solo sono attestate diverse lapidi relative alla gens Sittia, ma ancora nel I secolo Cirta è ancora citata da Plinio il Vecchio come colonia Cirta Sittianorum. Lo condizione della città non doveva essere quella di un'effettiva colonia romana: una vera fondazione coloniale, con il nome di Iulia Iuvenalis Honoris et Virtutis si ebbe probabilmente solo sotto Augusto, tra il 36 e il 27 a.C.
Con la riforma dioclezianea del 303, Cirta divenne la capitale della effimera nuova provincia della Numidia Cirtense (Numidia Cirtensis), che già nel 313 venne nuovamente riunita con la Numidia Miliziana (Numidia Militiane) in un'unica provincia di Numidia. Cirta, andata distrutta agli inizi del IV secolo, ma ricostruita sotto Costantino I, rimase la capitale della provincia unificata.
Sotto i Bizantini rimase sede del governatore provinciale (dux).

## Resti antichi
Data la continuità nello stesso sito della moderna città di Costantina, i resti della città antica giunti fino a noi sono piuttosto scarsi, mentre le fonti antiche descrivono diversi monumenti e le mura urbane.
Il Museo nazionale Cirta, a Costantina, inaugurato nel 1931, ospita i ritrovamenti archeologici cittadini, a partire dalla preistoria.

## Personaggi illustri
- Quinto Aurelio Pactumeio Clemente, primo console di origine africana sotto il regno di Vespasiano;
- Marco Cornelio Frontone, oratore e maestro di Marco Aurelio e Lucio Vero, console suffetto nel 143.
- Cassio Felice, medico del V secolo.
- Marco Minucio Felice,  scrittore e avvocato.